# Brissopsis mediterranea
Brissopsis mediterranea är en sjöborreart. Brissopsis mediterranea ingår i släktet Brissopsis och familjen lyrsjöborrar. Inga underarter finns listade i Catalogue of Life.